# Кина Конова
Кина Конова е българска учителка, преводачка, общественичка и активистка за правата на жените.

## Биография
Родена е като Кина Мутафова през 1872 година в град Севлиево, тогава в Османската империя. Има двама братя – Сава и Христо. През 1889 година завършва началното си образование в своя роден град, а по-късно завършва средното си образование в Девическата гимназия в Габрово. В периода 1889 – 1890 година работи като учителка и създава женската социалистическа организация „Пиринска дружинка-женски клон“, която е първата местна женска организация в България. Организацията се занимава с преводаческа дейност, главно от руски на български език. Конова превежда „Загуба на незнанието“ на Николай Шелгунов, „За освобождението на жената“ на Иван Тарасов и части от „Историческата съдба на жената“ на Серафим Шашков.
През 1890 година заминава да учи в Женевския университет, тъй като по това време Софийският университет все още не приема жени. Година по-късно се връща в Севлиево, където започва да преподава, докато уреди по-нататъшното си обучение в Швейцария. Тогава се омъжва и за Андрей Конов (1865 – 1933) – учител, социалист, адвокат и народен представител от Севлиево. Двамата заедно заминават за Швейцария, където Кина учи социални науки, както и акушерство в Лозанския университет. След връщането си в България през 1897 година тя създава женската организация „Надежда“ в Севлиево. Като председателка организира неделни уроци за неграмотни хора и множество лекции на образователни теми.
Конова е сред активистките, които се борят за еднакво заплащане за жените и мъжете учители и за достъп до висше образование в Софийския университет за всички жени. През 1897 година заплатите на учителите са уеднаквени, а през 1901 г. започва приемът на жени във висшето училище.
Кина Конова е сред основателките на Българския женски съюз (БЖС) заедно с Вела Благоева, Анна Карима, Юлия Малинова и Екатерина Каравелова. Дейността на БЖС през първите три години се препятства от противопоставянето между ръководството и лявата фракция в лицето на Вела Благоева и Кина Конова. По-късно те напускат съюза. С годините Конова става по-умерена във възгледите си спрямо женското движение и през 1921 година се присъединява към Женския социалдемократически съюз. Основната цел на тази организация е да се бори за гражданското и политическо образование на работещите жени и да ги подготви за реализирането на социалистическите идеи.
През 1926 година Кина Конова става почетна членка на БЖС.
Работи като учителка в родния си град, участва в обществени дейности, членува в училищното настоятелство и продължава да публикува статии, свързани с позицията на жените в българското общество.
Умира на 2 май 1952 година в София.